# Ny Randers Fjord forbindelse
|  | Denne artikel beskriver en fremtidig begivenhed Denne artikel eller sektion handler om planlagt eller forventet fremtidig begivenhed. Der kan forekomme spekulativ information, og indholdet kan ændres dramatisk når begivenheden nærmer sig og mere information bliver tilgængelig. |

 Ny Randers Fjord forbindelse (O2) er en foreslået omfartsvej med tilhørende bro over Randers Fjord som vil gå øst om Randers.
Vejen skal gå fra Assentoft der ligger øst for Randers over Tjærby til Hadsundvej, den skal være med til at aflaste Randersbro som er en af landets mest belastede broer med ca. 45.000 køretøjer i døgnet. 
Vejen forventes bliver finansieret via et OPP-projekt hvor det offentlige og det private arbejder sammen. 
Forbindelsen forventes at blive brugerbetalt, hvor det vil koste ca. 12 kr for personbiler og 25 kr for lastbiler at bruge den.  